# 13.º Grupo de Reconocimiento
El 13° Grupo de Reconocimiento (Aufklärungs-Gruppe. 13) unidad militar de la Luftwaffe de la Alemania.

## Historia
Formada el 1 de octubre de 1937 en Brieg desde el Grupo de Estado Mayor/113° Grupo de Reconocimiento. El 1 de noviembre de 1938 es redesignado al Grupo de Estado Mayor/31° Grupo de Reconocimiento. Reformada en enero de 1939 en Göppingen. El 26 de agosto de 1939 es redesignado a la 5° Comandante de Todas las Unidades de la Fuerza Aérea.

## Grupo de Estado Mayor (Stab)
Formada el 1 de octubre de 1937 en Brieg desde el Grupo de Estado Mayor/113° Grupo de Reconocimiento. El 26 de agosto de 1939 es redesignado a la 5° Comandante de Todas las Unidades de la Fuerza Aérea.

## Bases
| 1 de octubre de 1937 – 1 de noviembre de 1938 | Brieg     | He 45 y el He 46 |
| Enero de 1939 – 26 de agosto de 1939          | Göppingen | Hs 126           |

## 1° Escuadra (H)
Formada el 1 de octubre de 1937 en Brieg desde la 1° Escuadra/113° Grupo de Reconocimiento. El 1 de noviembre de 1938 es redesignado a la 1° Escuadra/31° Escuadra de Reconocimiento. Reformada el 1 de noviembre de 1938 en Göppingen desde la 1° Escuadra/15° Escuadra de Reconocimiento. En octubre de 1942 es renombrado como la 11° Escuadra (H)/13° Escuadra de Reconocimiento. Sirvió bajo el Grupo de Estado Mayor/11° Grupo de Reconocimiento de Corto Alcance en mayo de 1942 – Julio de 1943 y en octubre de 1943, el Grupo de Estado Mayor/8° Grupo de Reconocimiento de Corto Alcance en agosto de 1943 – Enero de 1944. Disuelta en enero de 1944.

## Bases
| Octubre de 1937 – Noviembre de 1938 | Brieg               |                          |
| Noviembre de 1938 – agosto de 1939  | Göppingen           | Hs 126                   |
| Agosto de 1939 – Septiembre de 1939 | Worms               |                          |
| Marzo de 1940 – Mayo de 1940        | Área de Saarbrücken |                          |
| Julio de 1940 – abril de 1941       | St. Omer            |                          |
| Julio de 1941                       | Beschenkovitzschi   |                          |
| Septiembre de 1941                  | Aprakssin           |                          |
| Septiembre de 1941 – Enero de 1942  | Ljuban              |                          |
| Febrero de 1942                     | Michalkovo          |                          |
| abril de 1942 – Octubre de 1942     | Szoltzy             | Hs 126A-1 y el Hs 126B-1 |

## 2° Escuadra (H)
Formada el 1 de octubre de 1937 en Brieg desde la 2° Escuadra/113° Grupo de Reconocimiento. El 1 de noviembre de 1938 es redesignado a la 2° Escuadra/31° Grupo de Reconocimiento. Reformada el 1 de noviembre de 1938 en Göppingen desde la 2° Escuadra/15° Grupo de Reconocimiento. En octubre de 1942 es renombrado como la 12° Escuadra (H)/13° Escuadra de Reconocimiento. Sirvió bajo el Grupo de Estado Mayor/15° Grupo de Reconocimiento de Corto Alcance en mayo de 1942 – Octubre de 1942 y en agosto de 1943 – Julio de 1944 y en octubre de 1944, el Grupo de Estado Mayor/10° Grupo de Reconocimiento de Corto Alcance en septiembre de 1943 – Mayo de 1944, el Grupo de Estado Mayor/4° Grupo de Reconocimiento de Corto Alcance en junio de 1944. Disuelta en diciembre de 1944.

## Bases
| Octubre de 1937 – Noviembre de 1938          | Brieg                |                                                |
| Noviembre de 1938 – agosto de 1939           | Göppingen            | Hs 126                                         |
| Agosto de 1939 – Septiembre de 1939          | Huchenfeld/Malmsheim |                                                |
| Marzo de 1940 – Mayo de 1940                 | Área de Wiltingen    |                                                |
| Diciembre de 1940                            | Pogny(?)             |                                                |
| Mayo de 1941 – junio de 1941                 | Karmelava            |                                                |
| junio de 1941                                | Wilkomierz           |                                                |
| Julio de 1941                                | Dünaburg             |                                                |
| Septiembre de 1941                           | Schinkovka(?)        |                                                |
| Octubre de 1941                              | Pjesski(?)           |                                                |
| Diciembre de 1941 – Mayo de 1942 Alemania(?) | Focke-Wolf Fw 189A-1 |                                                |
| junio de 1942 – Julio de 1942                | Brjansk              | Focke-Wolf Fw 189A-1 y el Focke-Wolf Fw 189A-2 |
| Agosto de 1942                               | Dubná(?)             | Focke-Wolf Fw 189A-1                           |
| Octubre de 1942                              | Uljanovo             | Focke-Wolf Fw 189A-1                           |

## 3° Escuadra (H)
Formada el 1 de octubre de 1937 en Brieg desde la 3° Escuadra/113° Grupo de Reconocimiento (como el Grupo de Reconocimiento de Largo Alcance). El 1 de noviembre de 1938 es redesignado a la 3° Escuadra/31° Grupo de Reconocimiento. Reformada el 1 de noviembre de 1938 en Göppingen desde la 3° Escuadra/15° Grupo de Reconocimiento. Sirvió bajo el Grupo de Estado Mayor/8° Grupo de Reconocimiento de Corto Alcance en mayo de 1942 – Septiembre de 1942, el Grupo de Estado Mayor/13° Grupo de Reconocimiento de Corto Alcance en octubre de 1942, el Grupo de Estado Mayor/12° Grupo de Reconocimiento de Corto Alcance en noviembre de 1942, el Grupo de Estado Mayor/8° Grupo de Reconocimiento de Corto Alcance en diciembre de 1942 y el Grupo de Estado Mayor/4° Grupo de Reconocimiento de Corto Alcance en enero de 1943 – Febrero de 1943. Disuelta en febrero de 1943. El 1 de marzo de 1943 es redesignado a la 2° Escuadra/4° Grupo de Reconocimiento de Corto Alcance.

## Bases
| Octubre de 1937 – Noviembre de 1938 | Brieg              |           |
| Noviembre de 1938 – agosto de 1939  | Göppingen          | Hs 126    |
| Agosto de 1939 – Septiembre de 1939 | Villingen          |           |
| Marzo de 1940 – Mayo de 1940        | Área de Euskirchen |           |
| Julio de 1940 – Septiembre de 1940  | Bourg              |           |
| Noviembre de 1940                   | Arad               |           |
| Diciembre de 1940 – Marzo de 1941   | Bucarest-Pipera    |           |
| Julio de 1941                       | Sulany(?)          |           |
| Agosto de 1941                      | Otschakov(?)       |           |
| Diciembre de 1941 – Enero de 1942   | Karaischiknem      |           |
| Febrero de 1942                     | Kiev(?)            |           |
| Mayo de 1942 – junio de 1942        | Nem.-Kartmyschik   | Hs 126B-1 |
| Octubre de 1942                     | Sechino(?)         | Hs 126B-1 |
| Noviembre de 1942 – Marzo de 1943   | Brandenburg-Briest | Hs 126B-1 |

## 4° Escuadra (H)
Formada el 1 de noviembre de 1938 en Göppingen desde la 4° Escuadra/15° Grupo de Reconocimiento. El 1 de octubre de 1942 es redesignado a la 1° Escuadra/13° Grupo de Reconocimiento.

## Bases
| Noviembre de 1938 – agosto de 1939  | Göppingen            |                                                |
| Agosto de 1939 – Septiembre de 1939 | Al Sur de Kreutzberg | Hs 126                                         |
| Marzo de 1940 – Mayo de 1940        | Pütz                 |                                                |
| Noviembre de 1940                   | Viena-Schwechat      |                                                |
| Julio de 1941                       | Rovno(?)             |                                                |
| Septiembre de 1941                  | Dnepropetrovsk(?)    |                                                |
| Diciembre de 1941                   | Federovka            |                                                |
| Mayo de 1942                        | Marfinskaja(?)       | Hs 126B-1                                      |
| junio de 1942                       | Wassiljevo(?)        | Hs 126B-1                                      |
| Julio de 1942 – Octubre de 1942     | St. Brieuc           | Hs 126A-1, Hs 126A-2, Hs 126A-3 y el Hs 126B-1 |

## 5° Escuadra (H)
Formada en enero de 1939 en Göppingen. Disuelta en enero de 1942.

## Bases
| Enero de 1939 – agosto de 1939      | Göppingen            | He 45 y el He 46 |
| Agosto de 1939 – Septiembre de 1939 | Al Sur de Juliusburg |                  |
| Marzo de 1940 – Mayo de 1940        | Área de Wiltingen    | Hs 126           |
| Agosto de 1940 – Enero de 1941      | Brüssels-Evere       |                  |
| Enero de 1941 – Febrero de 1941     | Caracal              |                  |
| junio de 1941                       | Sculeni(?)           |                  |
| Julio de 1941                       | Beleastir            |                  |
| Agosto de 1941                      | Jewgenjevskaja       |                  |
| Noviembre de 1941                   | Balaklava(?)         |                  |

## 6° Escuadra (H)
Formada en diciembre de 1940 en Göppingen desde partes de la 1° Escuadra (H)/13° Grupo de Reconocimiento. En noviembre de 1942 – Diciembre de 1942 fue parte del Grupo de Reconocimiento Fleischmann. Sirvió bajo el Grupo de Estado Mayor/4° Grupo de Reconocimiento de Corto Alcance en mayo de 1942 – Enero de 1943. Disuelta en enero de 1943.

## Bases
| Diciembre de 1940                      | Göppingen     |                                                |
| junio de 1941                          | Slonim(?)     | Hs 126                                         |
| Agosto de 1941                         | Kolyschkino   |                                                |
| Octubre de 1941                        | Werebskoje(?) |                                                |
| Marzo de 1942 – Mayo de 1942           | Laval         | Focke Wolf Fw 189A-1                           |
| junio de 1942                          | Prag-Gbell(?) | Focke-Wolf Fw 189A-2 y el Focke-Wolf Fw 189A-3 |
| junio de 1942                          | Froloff(?)    | Focke-Wolf Fw 189A-2 y el Focke-Wolf Fw 189A-3 |
| Septiembre de 1942 – Noviembre de 1942 | Jelampieskij  | Focke Wolf Fw 189A-2 y el Focke-Wolf Fw 189A-3 |

## 7° Escuadra (H)
Formada en diciembre de 1940 en Göppingen desde partes de la 2° Escuadra (H)/13° Grupo de Reconocimiento. Sirvió bajo el Grupo de Estado Mayor/6° Grupo de Reconocimiento de Corto Alcance en mayo de 1942 – Marzo de 1943. El 1 de abril de 1943 como la 3° Escuadra/12° Grupo de Reconocimiento de Corto Alcance. Disuelta en marzo de 1943.

## Bases
| Diciembre de 1940 – abril de 1940      | Göppingen          | Hs 126                   |
| junio de 1941                          | Wsielub(?)         |                          |
| junio de 1941                          | Nevel(?)           |                          |
| Septiembre de 1941 – Diciembre de 1941 | Juchnov            |                          |
| Enero de 1942 – Febrero de 1942        | Al Este de Roslavl |                          |
| abril de 1942 – junio de 1942          | Smolensk           | Hs 126A-1 y el Hs 126B-1 |
| Julio de 1942                          | Seschschinskaja(?) | Hs 126B-1                |

## 11° Escuadra
Formada en octubre de 1942 en Szoltzy desde la 1° Escuadra (H)/13° Grupo de Reconocimiento. El 1 de febrero de 1944 es redesignado a la 2° Escuadra/8° Grupo de Reconocimiento de Corto Alcance. Sirvió bajo el Grupo de Estado Mayor /11° Grupo de Reconocimiento de Corto Alcance en octubre de 1942 – Julio de 1943 y el Grupo de Estado Mayor/8° Grupo de Reconocimiento de Corto alcance en agosto de 1943 – Enero de 1944. Disuelta en enero de 1944.

## Bases
| Octubre de 1942 – Enero de 1944 | Szoltzy        |
| Febrero de 1944                 | Herzogenaurach |

## 12° Escuadra
Formada en octubre de 1942 en Uljanovo desde la 2° Escuadra (H)/13° Grupo de Reconocimiento. A Nachtkette 12° Escuadra/13° Grupo de Reconocimiento existed Julio de 1944 – agosto de 1944, and then became Nachtkette/4° Grupo de Reconocimiento de Corto Alcance. Sirvió bajo el Grupo de Estado Mayor/15° Grupo de Reconocimiento de Corto Alcance en mayo de 1942 – agosto de 1943, Julio de 1944 – Octubre de 1944, Grupo de Estado Mayor/10° Grupo de Reconocimiento de Corto Alcance en septiembre de 1943 – Mayo de 1944 y el Grupo de Estado Mayor/4° Grupo de Reconocimiento de Corto Alcance en junio de 1944.

## Bases
| Octubre de 1942 – Diciembre de 1942       | Uljanovo      |
| Marzo de 1943                             | Oeste de Orel |
| Julio de 1943 – agosto de 1943            | Siverskaja    |
| Octubre de 1943                           | Shary(?)      |
| Diciembre de 1943                         | Uljanovka(?)  |
| Febrero de 1944 – 12 de marzo de 1944     | Teresina      |
| 12 de marzo de 1944 – 30 de marzo de 1944 | Luniniec      |
| 1 de abril de 1944 – 20 de julio de 1944  | Brest-Litovsk |
| 20 de julio de 1944 – 25 de julio de 1944 | Turbia        |
| 25 de julio de 1944 – agosto de 1944      | Piastov       |
| Agosto de 1944 – diciembre de 1944        | Naglovice     |